# Frakční krystalizace (geologie)
Frakční krystalizace v geologickém pojetí slova je uzavřený proces, při kterém krystalizují minerály z magmatu. Každý minerál má svou danou teplotu krystalizace, takže při postupném chladnutí magmatu nejdříve krystalizují minerály s vyšší teplotou tání (krystalizace), a později minerály s nižší teplotou tání. Postup frakční krystalizace hlavních horninotvorných minerálů je znázorněn Bowenovým reakčním schématem.